# Moto Guzzi Quota
Die Moto Guzzi Quota ist ein Motorrad des italienischen Motorradherstellers Moto Guzzi, das von 1992 bis 2001 in Mandello del Lario produziert wurde. Nach der Übernahme von Moto Guzzi durch Aprilia wurde die Reiseenduro eingestellt; ein Nachfolgemodell kam erst 2008 mit der Stelvio auf den Markt.

## Modellentwicklung
Zur Markteinführung 1992 bekam die Quota 1000 den altbekannten, seit 1975 mit wenig Veränderungen in Serie gebauten 949-cm³-Motor. Er leistete 51 kW (69 PS).
1998 wurde das Motorrad einer Modellpflege unterzogen und in Quota 1100 ES umbenannt. Es bekam den bereits 1996 in der 1100 Sport eingeführten Motor mit 1064 cm³ Hubraum, jedoch mit einer von 66 kW (90 PS) auf die bisherigen 51 kW (69 PS) reduzierten Leistung. In der Modellbezeichnung steht „ES“ für Enduro Stradale (auf Deutsch „Straßen-Enduro“).

## Technische Daten

### Antrieb
Die Quota 1100 ES wird von einem luftgekühlten, längs eingebauten Zweizylinder-V-Motor angetrieben. Es ist ein Viertaktmotor mit 1064 cm³ Hubraum, elektronischer Saugrohreinspritzung und einer Nennleistung von 51 kW (69 PS) bei 6400 min−1. Das maximale Drehmoment von 85 Nm wird bei einer Drehzahl von 3800 min−1 erreicht. Die zwei Zylinder haben eine Bohrung von 92 mm, die Kolben einen Hub von 80 mm bei einem Verdichtungsverhältnis von 9,5 : 1. Der Zylinderwinkel des V-Motors beträgt 90°, wie bei allen V-Motoren von Moto Guzzi seit 1967. Die Ein- und Auslassventile (jeweils eins pro Zylinderkopf) werden mit Kipphebeln von einer unten liegenden, kettengetriebenen Nockenwelle über Stoßstangen gesteuert.
In einigen Ländern waren die schwächeren Leistungsvarianten 25 kW (34 PS) und 37 kW (50 PS) erhältlich.
Die 2-in-1-Auspuffanlage ohne Abgasreinigung besteht aus Edelstahl. Der Schalldämpfer auf der rechten Seite trägt ein Hitzeschutzblech mit charakteristischen parallelen Langlöchern. Der Kraftstofftank fasst 20 Liter, davon 4 Liter Reserve.

### Rahmen und Fahrwerk
Der Rahmen ist ein Doppelschleifenrahmen aus Vierkant-Stahlprofilen mit geschraubten Unterzügen.
Das Vorderrad wird in einer hydraulisch gedämpften Teleskopgabel mit 42 mm Standrohrdurchmesser und 170 mm Federweg geführt.
Hinten hat die Quota eine Zweiarmschwinge aus Stahlprofilen mit einem hydraulisch gedämpften Zentralfederbein mit 180 mm Federweg.
Die Kraft überträgt eine Kardanwelle im rechten Schwingenarm auf das Hinterrad.